# RADIMO FREAK
RADIMO FREAK（レディモ・フリーク）は、ZIP-FMで放送されていたラジオ番組。

## 概要
「RADIMO」とはRADIO（ラジオ）とMOBILE（モバイル）を組み合わせて作られた造語であり、その名の通りRADIMO FREAKはラジオとモバイルの連動型ラジオ番組となっている。番組へのリクエストや投稿は携帯サイトからも応募を受け付けており、下記のように携帯連動ならではの企画も行われている。
また他の番組よりもステッカーのプレゼント率が高いのも人気のひとつである。

## 主なプログラム
- 着ボイスプロジェクト

毎回テーマを決め、それに沿ったユニークな着ボイスを作るプロジェクト。リスナーの投稿した言葉がDJにより選ばれ、RADIMO FREAK携帯サイトにて配信をする。
- 写メアイドルを探せ!!

写メールを使って「RADIMO GIRL」を決めるコーナー。RADIMO FREAK携帯サイトにて写メを使い、女性リスナーの人気投票を行う企画。
- ドレミの歌（月曜日後半）一応終了

ド…レの前のド
レ…壊れかけのレ
ミ…「見〜た〜な〜」のミ
ファ…「ふぁ〜〜よく寝た」のファ
ソ…「ンに似てるな〜」
ラ…「ラスボスまで行ったのにゲームボーイ落としちゃった!!!」のラ
シ…しかしこれはまだ始まったばかり…
- ラジオ恋愛小説「カラーズ」（火曜日後半）

YOSUKEが作成のラジオ小説の一部を毎週リスナーから募集する。テーマ曲はガガガDXの「人間っていいな」。詳しくはブログで。
- エロ耳アワー（2007年終了）

タイトルからして明らかに空耳アワーを意識したコーナー。言葉の響きがどことなく卑猥に聞こえる単語や用語（例:オーガニズム・徹マン・校内シャセイ大会など）を募集するコーナー。優秀作品はRADIMO FREAK携帯サイトに着ボイスとして配信される。
- FIND OUT

東海地方を中心に活動するインディーズアーティストを紹介するコーナー。
- HEAT PHONICS

月曜日 - JiLL-Decoy association
火曜日 - カルテット
水曜日 - the ARROWS
木曜日 - Superfly

## 以前まであったプログラム
これらのプログラムは2007年度前半期に行われていたが終了（一部継続）したプログラム。
これらの代わりに「着ボイスプロジェクト」が発足した。
YO!YO!YOSUKE（月、火曜担当）
- ヨースケベ温泉（不定期だが継続）

リスナーと生電話をし悩みなど相談に聞いていた。また生電話をしたリスナーは生でリクエストができる。電話相手が女性の場合「パンツの色」や「下着のゴムの音」など聞くことがあった。
- ごめんなさい蔵（終了）

リスナーから寄せられたチョい悪エピソードを紹介していった。
小林拓一郎（水、木担当）
- エロ耳アワー（継続していたが2007年をもって終了）

## 栗パンマン
栗パンマンとはRADIMO FREAK内で生まれた架空のキャラクターである。アメリカ合衆国オハイオ州クリーブランド市出身という設定になっている。

### 概要
水、木曜日担当のミュージックナビゲーター小林拓一郎が担当していた際にバックスで「あいうえお作文」を行ったところ、バタコさんが面倒くさがって出来たもの上がったのが「栗パンマン」である、というもの。
コーナータイトルは「すぐイク!栗パンマン」である。
2008年2月13日の放送では「栗パンマンのこれから」を募集した。2月20日の放送では諸事情によりやらなかった（その日のメッセージテーマは「宇多田ヒカルのミドルネームを考えよう!!!」だった）。
2月27日の放送から、タイトルコールは10-FEETのTAKUMAが担当している。
3月26日の放送をもって最終回を迎えた。
| （ZIP-FM） 平日24:00枠 | （ZIP-FM） 平日24:00枠 | （ZIP-FM） 平日24:00枠 |
| 前番組                 | 番組名                 | 次番組                 |
| ---------------------- | ---------------------- | ---------------------- |
| BOOM BOOM STADIUM      | RADIMO FREAK           | MUSIC FLOW             |